# Огюст Роден
Франсоа́ Огю́ст Рене́ Роде́н (на френски: François Auguste René Rodin, 1840 – 1917) е френски скулптор, един от основоположниците на импресионизма в пластичното изкуство.

## Биография и творчество
От 1854 г. учи в училище за рисуване и математика, а след това учи при Антоан Бари. След като Роден получава отказ да изложи първата си работа „Човек със счупен нос“ (която била доста неконвенционална) на Парижкия салон през 1864 г. и не го приемат в Школата за изящни изкуства, той започва да работи в работилницата на Алберт Кари-Бельоз, където се произвеждали различни елементи за архитектурна украса. Заради безработицата, последвала края на франко-пруската война, (в която Роден взима кратко участие, но го освобождават поради късогледството му), той потегля към Брюксел и там през 1877 г. се изхранва с монументално-декоративна скулптура. В Белгия той продължава самообразованието си, като изучава основните области на средновековното изкуство и творчеството на Рубенс.
През 1875 г. пътуване в Италия и запознанство с творбите на Микеланджело вдъхновява Роден да създаде статуята „Бронзовият век“. Когато тя била показана през 1877 г. я нарекли „Завладени“; в това название намира отражение настроението на разочарование, което надделява сред френската младеж след поражението във войната.
Признание за таланта си Роден получава, когато държавата откупува две негови статуи – „Йоан Кръстител“ (1878 г.) и „Крачещият мъж“ (1877 г.). Следва поръчка за изработката на голям скулптурен портал от френското правителство. На работата си над „Вратите на ада“ Роден посвещава остатъка от живота си. Черпи вдъхновение от „Божествена комедия“ на Данте и „Цветята на злото“ на Шарл Бодлер, от порталите на готически катедрали, както и от творчеството на флорентинския скулптор Лоренцо Гиберти. Започва работа върху Вратите на ада през 1880 г., но така и не успява да довърши работата си. Тази работа се оказва повратен момент в творчеството на майстора. Скулптури като „Мислителят“ (1888), „Ева“, „Мимолетна любов“ (1886 г.), „Олимиер“ (1885 г.), „Целувката“ (1886 г.) и други се превръщат в самостоятелни произведения, независими от „Портите към ада“.
Едновременно с това Роден създава цял ред монументални пластики. През 1884 г. той започва да работи над скулптурната група „Гражданите на Кале, а през 1886 г. – над проект за паметник на Виктор Юго. През 1891 г. получава поръчка от Société des Gens des Lettres за скулптура на Оноре дьо Балзак и в продължение на няколко години работи над скиците. Когато скулптурата е представена през 1898 г., тя предизвиква остра реакция и обществен скандал: публиката не вижда в представения от Роден пластичен етюд визуално сходство с писателя, а драперията, с която е обгърнато тялото, е оприличена на халат за баня. Роден връща парите на Société и прибира статуята в двора си.
Статуята на Балзак е последната голяма работа на Роден, но в последвалите години той създава много забележителни скулптурни портрети, поръчани му от известни и влиятелни личности. Има много последователи, а учениците в ателието му правят многобройни копия на работите му. В началото на 20 в. славата на скулптора се разпространява по целия свят и френското правителство му предоставя цял павилион на Световното изложение в Париж през 1900 г.
Личният живот на скулптора бил не по-малко наситен от творческата му дейност. През 1885 г. Роден взема като помощничка в работилницата си 21-годишната Камий Клодел. Девойката се оказала талантлива ученичка, която скоро след това станала и негова вдъхновителка и любима, въпреки значителната разлика във възрастта. При това Роден не прекъсва връзката със своята спътница в живота Роз Бюре, която е била до него през трудните години в Белгия, и отглежда сина им. Клодел е много огорчена от това и връзката им е бурна и проблемна. Тя му помага при изпълнението на някои поръчки и израства като самостоятелен творец. Двамата се разделят окончателно през 1898 г., след което Клодел заболява психически. Роден сключва брак с Роз Бюре малко преди нейната и своята смърт през 1917 г. Той умира на 17 ноември в дома си в Медон, недалеч от Париж, от премръзване, тъй като френското правителство не му отпуска пари за отопление.
Роден завещава своите произведения на френския народ и сега те са в неговия музей в Париж и в Музея д'Орсе (Париж), а така също и в музея на Роден във Филаделфия.